# Niviventer fraternus
Niviventer fraternus és una espècie de mamífer rosegador de la família dels múrids. És endèmica de les muntanyes l'oest de Sumatra (Indonèsia), on viu a altituds d'entre 1.250 i 3.500 msnm. El seu hàbitat natural són els boscos montans. És una espècie en risc mínim, és a dir, no sembla que hi hagi cap amenaça significativa per a la seva supervivència. El seu nom específic, fraternus, significa ‘fraternal’ en llatí.